# Keith Parkinson
Pour les articles homonymes, voir Parkinson.
Keith A. Parkinson (22 octobre 1958 – 26 octobre 2005) est un peintre, illustrateur d'heroic fantasy américain connu pour ses couvertures de livres et ses illustrations pour des jeux comme EverQuest, Guardians, Magic : L'Assemblée et Vanguard: Saga of Heroes. Après avoir réalisé des couvertures de livres et de magazines pour TSR, Keith Parkinson passe au game design dans les années 1990, et coréalise le jeu de cartes à collectionner Guardians. Il meurt d’une leucémie en 2005, quatre jours après ses 47 ans. 

## Biographie
Keith Parkinson est né à West Covina, en Californie. En raison de la carrière de son père à GMAC, il passe son enfance dans différentes villes des États-Unis dont San Diego (Californie), New York, Miami (Floride) et Lansing (Michigan). Très tôt, il se passionne pour la science-fiction, en particulier les vaisseaux spatiaux, et utilise ses dons artistiques pour explorer cette passion. Cependant, à l’âge de douze ans, il s’intéresse plus à la musique qu’à l’art. Lors d’une interview, il a déclaré : « Je me suis investi dans un groupe de rock & roll au lycée et j’ai joué de manière semi-professionnelle tout au long du lycée et de l’université. Pendant plusieurs années, mon groupe a joué les week-ends. Nous jouions du heavy metal et reprenions des morceaux de Blue Öyster Cult, Rush, Led Zeppelin et d’autres grands groupes de heavy metal. » Lors d’un concert, il rencontre sa future femme, Mary qui deviendra plus tard la responsable commerciale de Dragon Magazine. 

### Carrière

#### Art et illustration
Keith Parkinson est diplômé du Kendall College of Art and Design (en) en 1980. Son premier travail est pour une compagnie du nom d’Advertising Posters, où il travaille sur l’illustration de flippers et de jeux d’arcades, dont Tron et Krull (en). Il a été fortement influencé par Frank Frazetta et Roger Dean dans ses propres travaux sur la fantasy. Chez Advertising Posters, Parkinson a découvert Donjons et Dragons grâce à un collègue. Parkinson se souvient : « La première nuit, j’ai joué un rôdeur dans B1, Keep on the Borderlands (en), et j’ai accroché. Nous jouions chaque semaine. »
En novembre 1982, il part travailler chez TSR, Inc. : « Je n’aimais pas beaucoup l’art que je voyais sur les produits D&D et la compagnie était basée à Lake Geneva, dans l'état voisin, le Wisconsin. Alors, j’ai conduit un jour pour voir si je pouvais réaliser du travail en indépendant. Larry Elmore, Jeff Easley et Timothy Truman venaient tout juste de rejoindre la compagnie, et l’art qu’ils réalisaient, était fantastique. Ça m’a vraiment épaté. Jim Roslof (en), qui était le Directeur artistique, a laissé entendre que je pouvais rejoindre l’équipe à plein temps, mais j’ai raté l’allusion. Quelques jours plus tard, je l’ai appelé pour un travail et il venait juste d’engager quelqu’un d’autre la veille, mais il m’a gardé à l’esprit. Le jour suivant, il m'a rappelé et j’ai eu une ouverture. » Parkinson a aussi travaillé sur des projets de couvertures de livres, de boîtes de jeux, de magazines et des calendriers. Parmi ses couvertures de livres, on trouve des titres de Star Frontiers (en), des Royaumes oubliés et de Gamma World (en). Il est aussi connu pour ses illustrations sur Lancedragon.
Après avoir travaillé pour TSR pendant cinq ans, Keith Parkinson part et poursuit une carrière en indépendant durant sept ans. Pendant cette période, l’essentiel de son travail est de peindre des couvertures pour le marché de l’édition de New York. Ses clients comprenaient Bantam Books, Palladium Books, Penguin Books et Random House. Parmi les auteurs dont il a peint la couverture se trouve Terry Goodkind, Margaret Weis, Tracy Hickman et Terry Brooks.

#### Game design et livres
En 1995, la première tentative de Keith Parkinson dans le game design, Guardians, est publié par Friedlander Publishing Group (FPG), qui a aussi publié le premier livre de Parkinson, intitulé Knightsbridge: The Art of Keith Parkinson. Il publie deux livres de plus sur son travail artistique : un livre d’esquisses, Spellbound et un artbook en couleurs, King's Gate. Ses autres travaux de l’époque incluent une série d’illustrations pour un jeu de cartes à collectionner et un écran de veille produit par Second Nature Software.
En 2000, Parkinson consacre plus de temps à l’écriture et passe de l’art commercial à l’industrie du jeu. Il réalise les illustrations de Summoner pour THQ et peint celles du tout premier EverQuest ainsi que celles des trois premiers packs d’extensions. En peignant la boîte, il crée aussi le personnage de Firiona Vie qui a orné la couverture de la plupart des extensions depuis lors.
En 2002, Parkinson est engagé comme directeur artistique et cofondateur de Sigil Games Online (en). Il travaillera sur le MMORPG Vanguard: Saga of Heroes jusqu’à sa mort fin 2005. Malgré sa maladie, il réalise l’illustration de la boîte de Vanguard: Saga of Heroes et créé les trois personnages « mascottes » : Jeric, Eila et Idara. D’après Brad McQuaid, quand Parkinson a su qu’il ne pourrait pas terminer l’illustration de la boîte de Vanguard, il espérait que son ami Donato Giancola la finirait. Le côté gauche de la peinture de Giancola imite le style personnel de Parkinson pour lui rendre hommage. En se déplaçant vers la droite, la peinture passe au style de Giancola. Autre hommage rendu à Keith Parkinson, Giancola insère un personnage qui lui ressemble dans la peinture.

### Vie privée
Après un long combat contre une leucémie aigüe myéloïde (LAM), Keith Parkinson meurt le 26 octobre 2005. Il était marié et père de deux fils. Il est décrit par ses amis et collègues (et dans l’éloge funèbre de Brad McQuaid) comme ayant une vraie passion pour son travail, ainsi qu’une attitude positive et amicale jusqu’à sa mort. L’enterrement s’est déroulé à la Mission San Luis Rey de Francia en Californie.

## Hommages et récompenses
En 2002, Parkinson est nommé pour un Prix Chesley de l’Association of Science Fiction and Fantasy Artists (en) (ASFA), pour la « Meilleure Illustration de produit », pour son travail sur Shadows of Luclin.
Après sa mort, une exposition artistique appelée "The Masters of Fantasy Art - A Tribute to Keith Parkinson" réalise une tournée de février à juillet 2007. Laura Naviaux, la Gestionnaire principale de la marque pour Sony Online Entertainment explique : « Notre but pour la tournée de 'The Masters of Fantasy Art' est de mettre en valeur le talent artistique qui fait partie intégrante de la création de jeux vidéo, ainsi que les influences de l'art classique sur l'industrie dans son ensemble. En présentant le travail de Keith Parkinson sur le nouveau jeu vidéo en ligne Vanguard: Saga of Heroes et en se joignant à The Art Institute, nous espérons sensibiliser le public à l’informatique et aux arts graphiques en tant que discipline. »
En août et septembre 2008, le Kendall College of Art and Design, alma mater de Parkinson, l’honore ainsi que ses pairs de TSR, Larry Elmore et Jeff Easley avec une exposition appelée "Out of the Dungeons". La Directrice des expositions Sarah Joseph a indiqué : « Nous souhaitions honorer Parkinson [...] Il semblait approprié d’inclure Elmore et Easley, puisque tous les trois ont travaillé ensemble pendant de nombreuses années. »

## Publications

### Éditions anglaises
- (en) Keith Parkinson, Knightsbridge : The Art of Keith Parkinson, Friedlander Pub Group, 1997, 126 p. (ISBN 978-1-887569-13-2)
- (en) Keith Parkinson, Spellbound : The Keith Parkinson Sketchbook, SQP Inc., 1998, 64 p. (ISBN 978-0-86562-005-6)
- (en) Keith Parkinson, Kingsgate : The Art of Keith Parkinson, SQP Inc., 2004, 128 p. (ISBN 978-0-86562-090-2)

### Éditions françaises
- Keith Parkinson (trad. de l'anglais), Artbook Keith Parkinson, Paris, Milady, 2010, 136 p. (ISBN 978-2-8112-0329-0)